# Tisopurine
Tisopurine (hoặc thiopurinol) là một loại thuốc được sử dụng trong điều trị bệnh gút ở một số quốc gia. Nó làm giảm sản xuất axit uric thông qua việc ức chế giai đoạn đầu trong quá trình sản xuất.